# Maison africaine de la photographie
Pour les articles homonymes, voir Maison de la photographie.
La Maison africaine de la photographie, ou MAP, est un établissement public à caractère scientifique, technologique et culturel malien chargé de promouvoir, collecter, conserver et diffuser les œuvres photographiques d'artistes maliens et africains sans exclusivité. Elle se trouve à Bamako dans les locaux de la Bibliothèque nationale du Mali.

## Historique
Créée en 2004 pour gérer le succès croissant depuis 1994 des Rencontres africaines de la photographie (biennale internationale de photographie de Bamako), elle est le siège de leur direction générale.